# Museo casa natale di Michelangelo Buonarroti

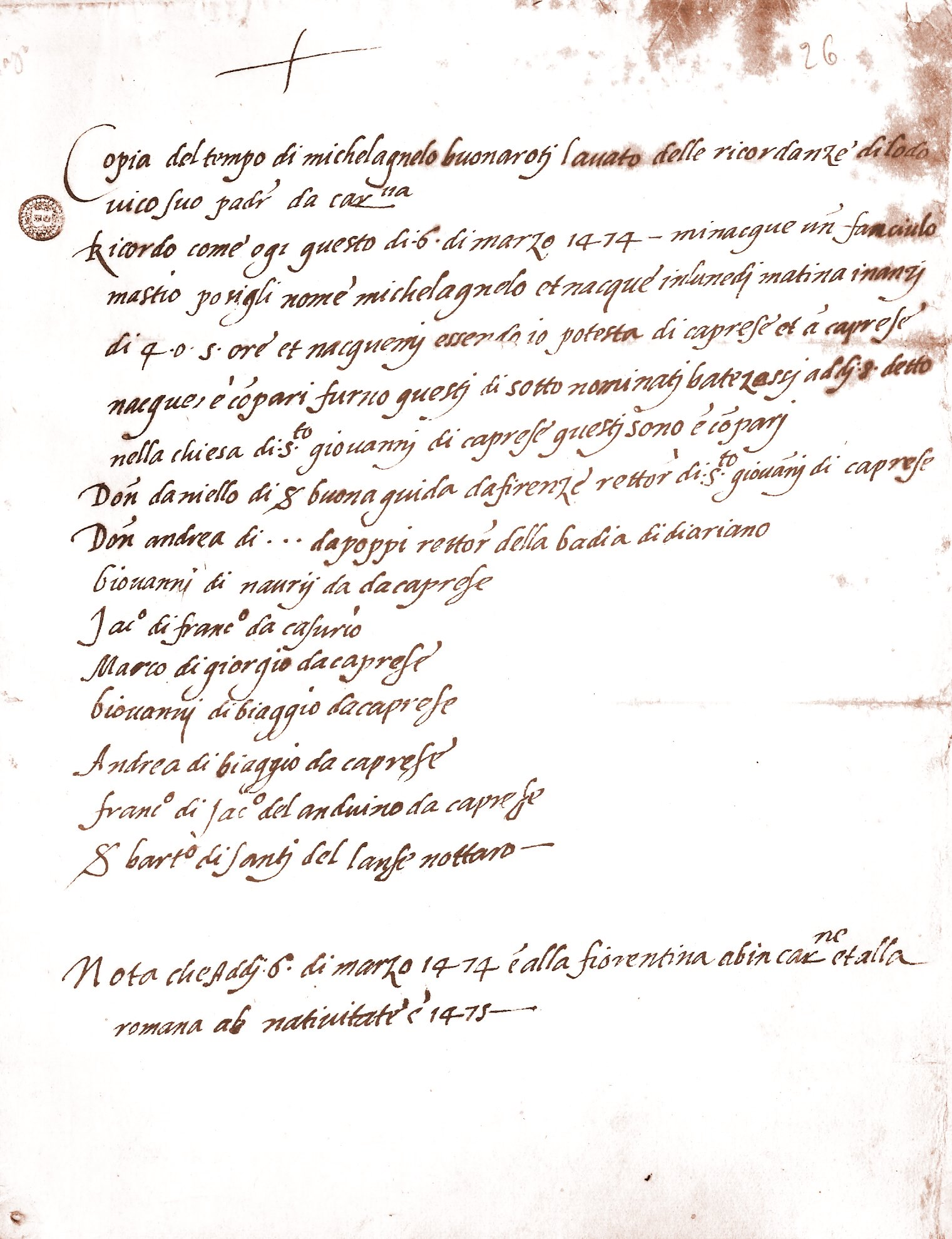
Documento attestante la nascita di Michelangelo a Caprese (Archivio Casa Buonarroti, Firenze)

Il Museo casa natale di Michelangelo Buonarroti, noto anche come "Museo michelangiolesco", ha sede presso il castello di Caprese Michelangelo; è costituito da tre edifici principali, il palazzo del Podestà, palazzo Clusini e la Corte alta, e da un giardino con esposizione all'aperto.
Il nucleo originario del museo, fondato nel 1875, ruota intorno al Palazzo del Podestà, edificio della prima metà del Quattrocento, che fu residenza dei podestà fiorentini che qui si avvicendarono con carica annuale. La comunità di Caprese, assieme a quella di Chiusi (ora Chiusi della Verna) si sottomise infatti alla Repubblica fiorentina a partire dal 1384. Tra questi podestà vi fu proprio, nel 1474-1475, Ludovico di Leonardo Buonarroti Simoni, padre di Michelangelo: un documento autografo di Ludovico, rinvenuto nel 1875 presso l'Archivio della Casa Buonarroti a Firenze, attesta la nascita del figlio Michelangelo Buonarroti a Caprese il 6 marzo 1475 e ne testimonia il battesimo presso la chiesa di San Giovanni Battista. Il Palazzo del Podestà è quindi considerata la casa natale del sommo artista.
Il museo col tempo si è ingrandito ed attualmente presenta cinque nuclei tematici principali.

## La rocca di Caprese e la sua storia

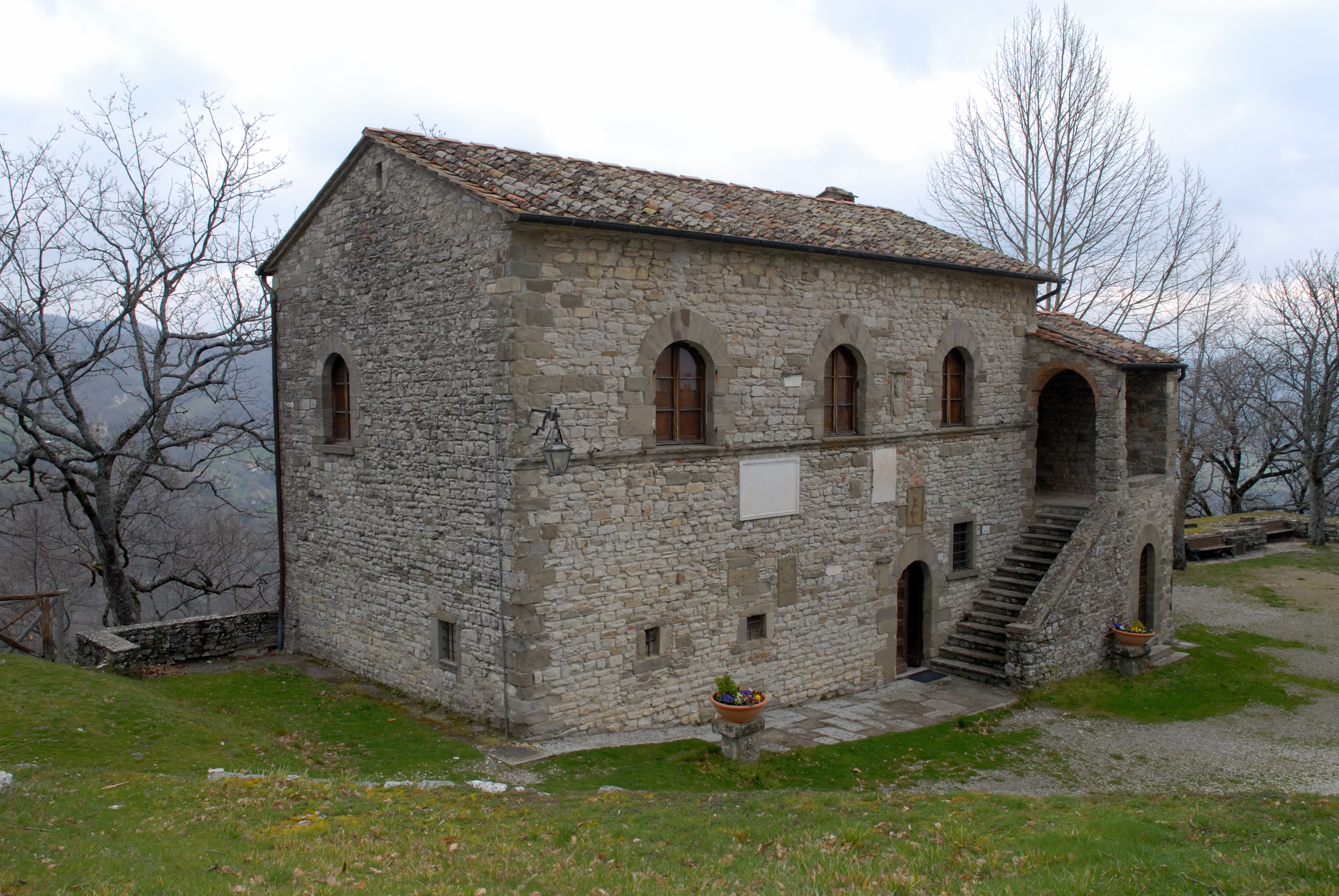
Il Palazzo del Podestà

Le prime testimonianze della presenza della rocca sono riferibili ai secoli centrali del medioevo. La prima attestazione documentaria del toponimo Caprese è del 1011; è poi ricordato come "castrum" solo in un successivo documento del 1082. Al 1100 dovrebbe essere riferita la torre quadrangolare tuttora visibile nel castello ed alcune strutture murarie.
Tra il 1323 ed il 1324 l'esercito di Arezzo, capeggiato da Pier Saccone Tarlati, fratello del vescovo Guido, assediò la rocca. La Corte Alta doveva aver raggiunto il suo assetto definitivo. Ne rimangono alcuni ambienti, una parte del circuito murario con porta, una cisterna ed una grande sala con volta a botte. A quest'ultima è riferibile un frammento di affresco parietale a motivi geometrici policromi e rosoni rinvenuto nel 1966 negli scavi della grande sala ed attualmente collocato negli spazi espositivi. Alla fine del 1324 la rocca capitolò; il vescovo di Arezzo ordinò lo smantellamento del castello. L'assedio e la conquista della rocca di Caprese sono raffigurati a bassorilievo in una delle formelle del Cenotafio di Guido Tarlati presso la Cattedrale di Arezzo.

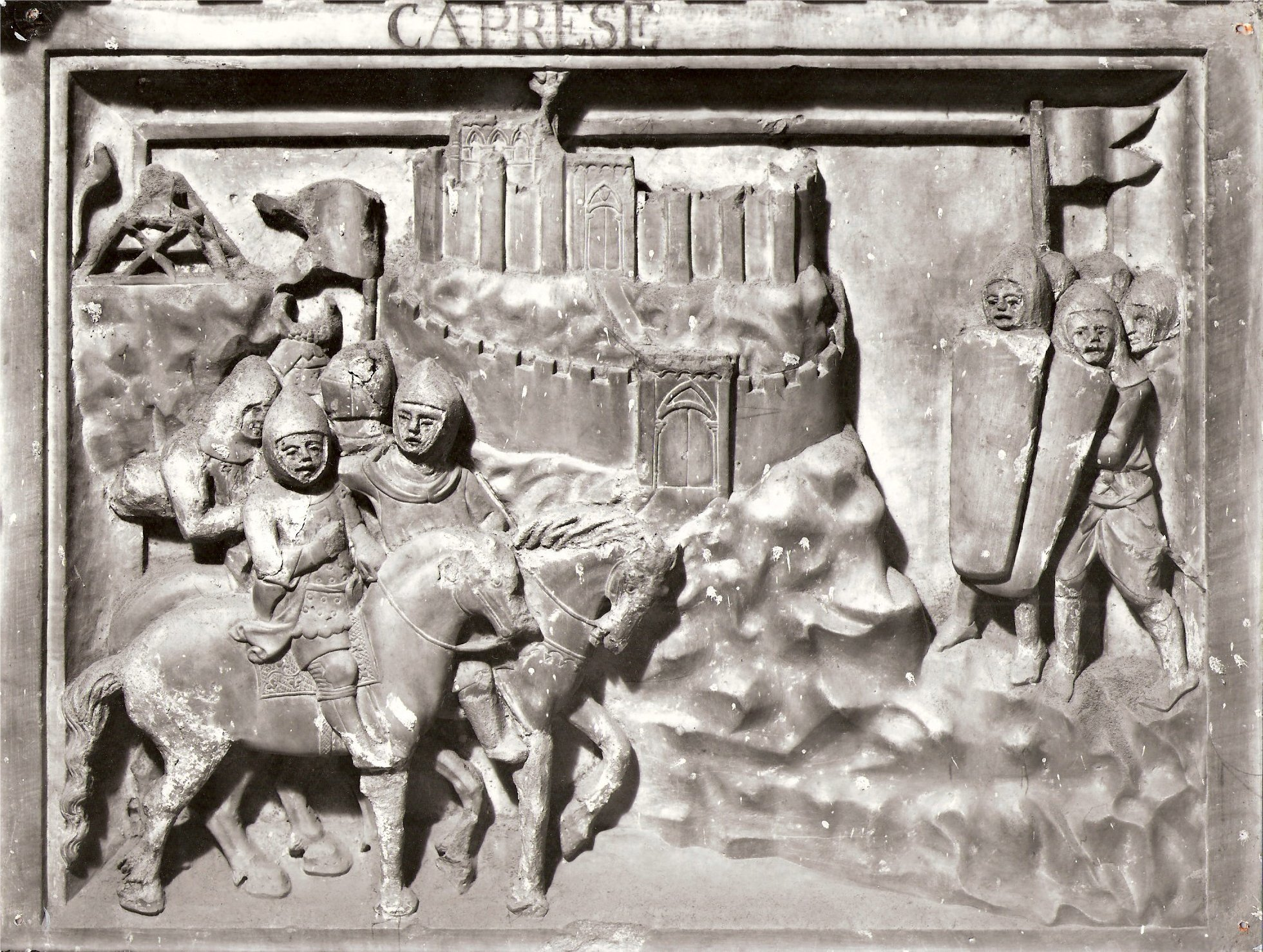
Caprese sul Cenotafio di Guido Tarlati

Nel 1384 la comunità di Caprese si sottomise ai Priori di Firenze, e venne istituita una podesteria. Tra la fine del Trecento e l'inizio del Quattrocento venne ampliato il circuito murario, nel quale si aprì una nuova porta, e venne eretto il Palazzo del Podestà.
Della seconda metà del Quattrocento è invece Palazzo Clusini, che rappresenta un ampliamento degli ambienti riservati al podestà ed alla comunità. Di esso attualmente è originale il pian terreno e parte del primo piano. Con i restauri, gli ambienti del piano terra sono risultati decorati con affreschi a losanghe bianche e rosse contenenti fiori tetrapetali.
Nei secoli successivi la rocca di Caprese perse d'importanza. Nel 1667 una torre delle mura crollò, nel 1782 un forte terremoto danneggiò murature e torri. Fino all'Ottocento, il primo piano del Palazzo del Podestà è stato ininterrottamente la residenza dei sindaci di Caprese. Il pian terreno, invece, era sede dell'ufficio postale, mentre Palazzo Clusini era la residenza del medico, l'ultimo dei quali, il dott. Clusini, ha dato il nome all'edificio.
Nel 1875, con il rinvenimento dell'atto di nascita di Michelangelo a Caprese, la rocca venne restaurata. Il Palazzo del Podestà subì numerosi lavori e si creò il primo nucleo del Museo Michelangiolesco.
Nel 1910 venne addossata ai resti del bastione nord un'edicola commemorativa in onore di Michelangelo Buonarroti.
Nel Novecento furono intrapresi interventi di restauro della Corte Alta, datati 1964. I ruderi vennero inglobati in strutture moderne e vennero creati nuovi ambienti espositivi.
Palazzo Clusini, già sede del Comune, recentemente ha visto un intervento di risistemazione: accoglie, nel pian terreno, la biglietteria e la libreria del museo. Nei piani superiori è prevista la realizzazione di sale per mostre temporanee, conferenze ed attività didattiche.
Parte integrante del Museo è la Biblioteca Michelangiolesca, una biblioteca specializzata in storia dell'arte.

## Michelangelo Buonarroti

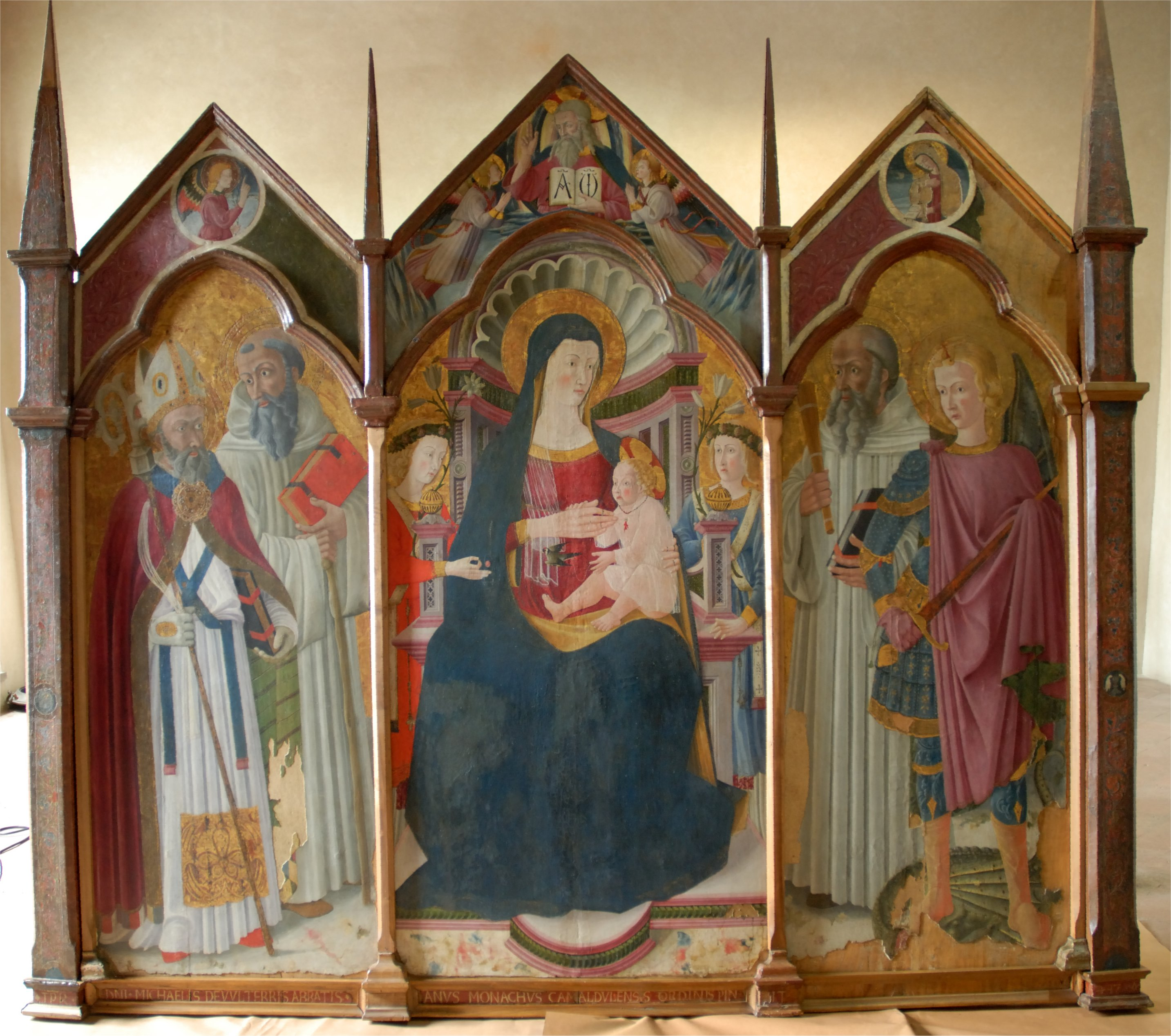
Giuliano Amidei, Madonna tra Santi

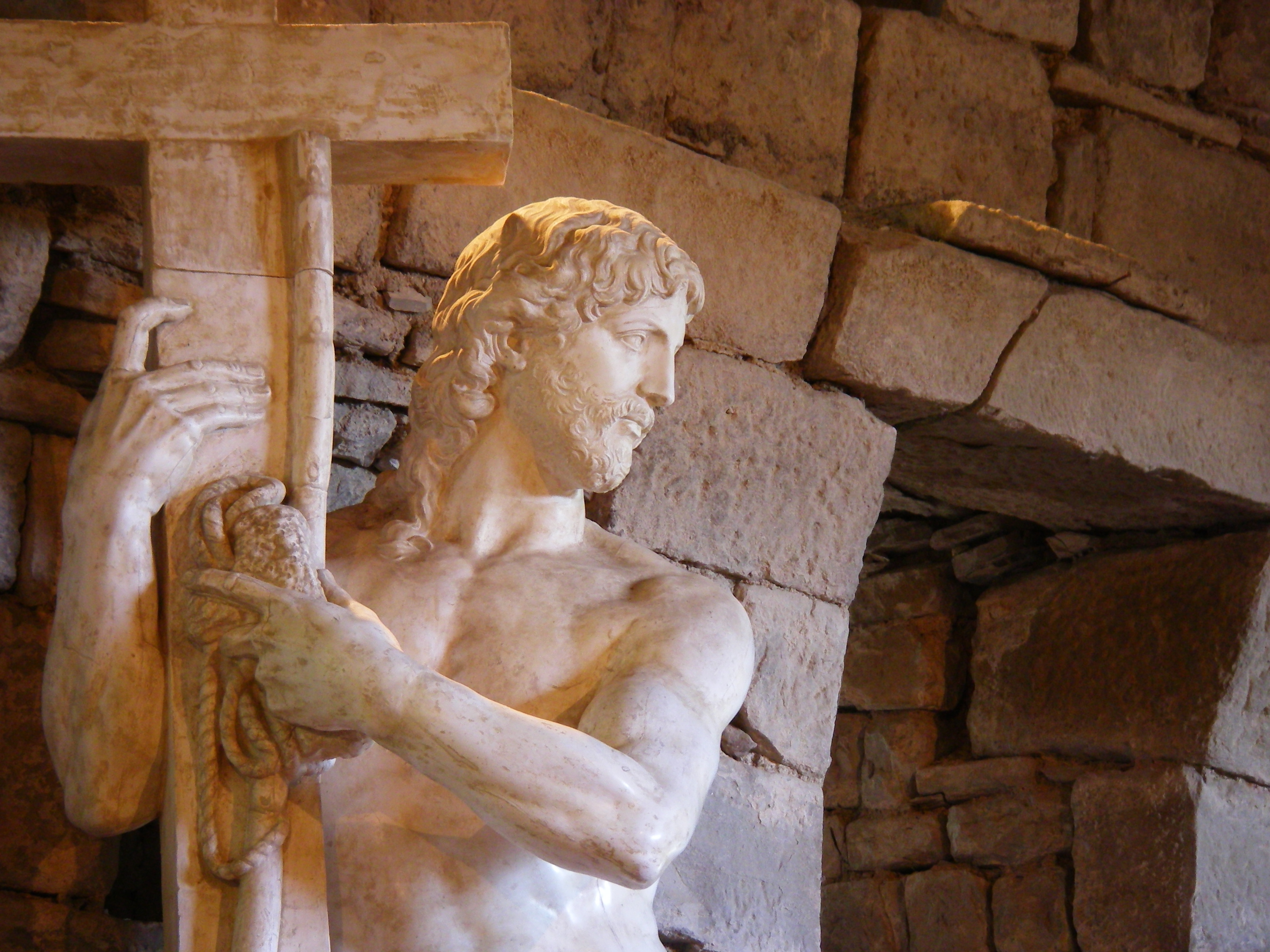
Il calco del Cristo Risorto

Il Palazzo del Podestà è rimasto ininterrottamente sede podestarile, ed in seguito residenza dei sindaci, fino alla seconda metà dell'Ottocento quando divenne il primo nucleo del museo.
Attualmente, gli ambienti residenziali del primo piano sono arredati con mobilio rinascimentale non originario della casa. Le sale contengono anche una serie di riproduzioni fotografiche degli affreschi fatti eseguire tra il 1613 ed il 1620 nella Casa Buonarroti di Firenze dal pronipote di Michelangelo, Michelangiolo il Giovane. Gli affreschi rappresentano 23 scene della vita del sommo artista. Nelle sale è esposto anche il trittico quattrocentesco Madonna tra santi di Giuliano Amidei, appartenente all'abbazia di San Martino a Tifi.
Nel pian terreno del Palazzo del Podestà due bacheche contengono copie fotostatiche di alcuni documenti inerenti Michelangelo, tra cui l'atto di nascita, ed alcuni volumi di pregio dell'Archivio Storico Comunale. Qui è custodita una copia in bronzo del busto di Daniele da Volterra rappresentante Michelangelo e custodito al Bargello di Firenze, insieme a numerosi calchi in gesso ottocenteschi delle sculture del sommo artista, più alcuni di recente fattura.
Tale collezione di calchi continua anche presso la grande sala della Corte Alta, dove sono custodite le copie delle grandi statue.
A Michelangelo bambino è stata dedicata nel 1910 un'edicola esterna, opera dell'artista Arnaldo Zocchi.

## Giovanni Santini
Il museo ha ospitato un piccolo spazio espositivo dedicato all'astronomo Giovanni Santini, vissuto a cavallo tra il XVIII  e  il XIX secolo, e nato a Caprese, nella frazione Le Bozie. Attualmente, tale sezione è stata smantellata dalla sua posizione originaria in vista di un nuovo allestimento.

## La piccola scultura italiana del XIX secolo

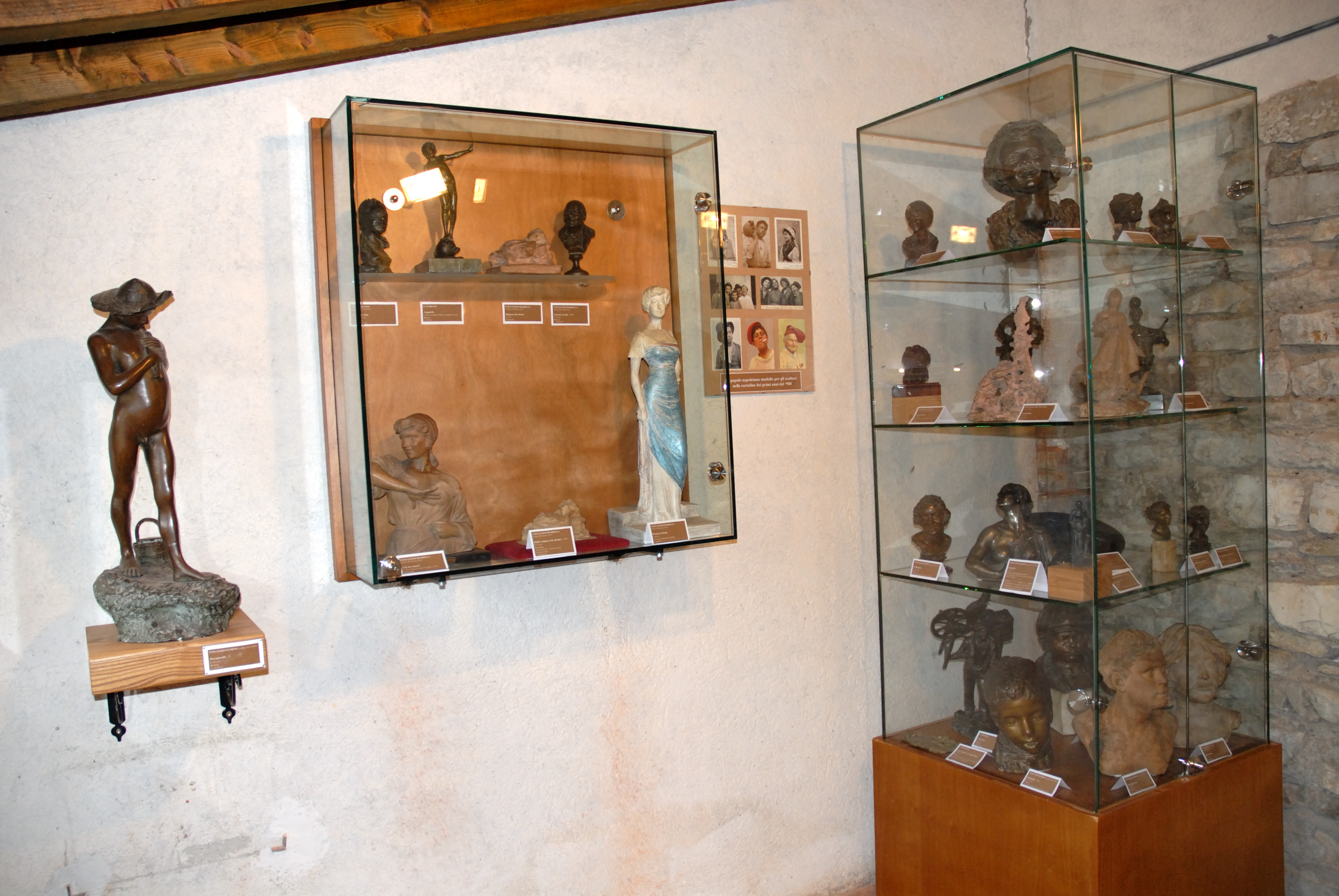
Corte Alta, la Sala I

Dal 2006, il museo si è arricchito di una collezione di piccola scultura italiana, donata, unicamente con il fondo presente nella Biblioteca Michelangiolesca, dal prof. Enrico Guidoni. La collezione comprende opere di medio e piccolo formato in diversi materiali (bronzo, marmo, gesso, cera, terracotta) ed alcuni disegni di scultori italiani dell'Ottocento e dei primi del Novecento.
La collezione è esposta nella sala principale e in due salette secondarie della Corte Alta.
Nella Sala I sono custodite opere di artisti napoletani, tra i quali possiamo ricordare Vincenzo Gemito e Francesco De Matteis.
La Sala II contiene opere di molti artisti dell'Ottocento, tra i quali Adriano Cecioni, Bartolomeo Pinelli, Edoardo Rubino, Leonardo Bistolfi, Ercole Rosa, e molti altri.
Le vetrine centrali della Sala Principale contengono opere di dimensioni maggiori di molti autori, tra cui si segnala Medardo Rosso, Paolo Troubetzkoy, Antonio Canova, Umberto Boccioni.

## La scultura del XX secolo

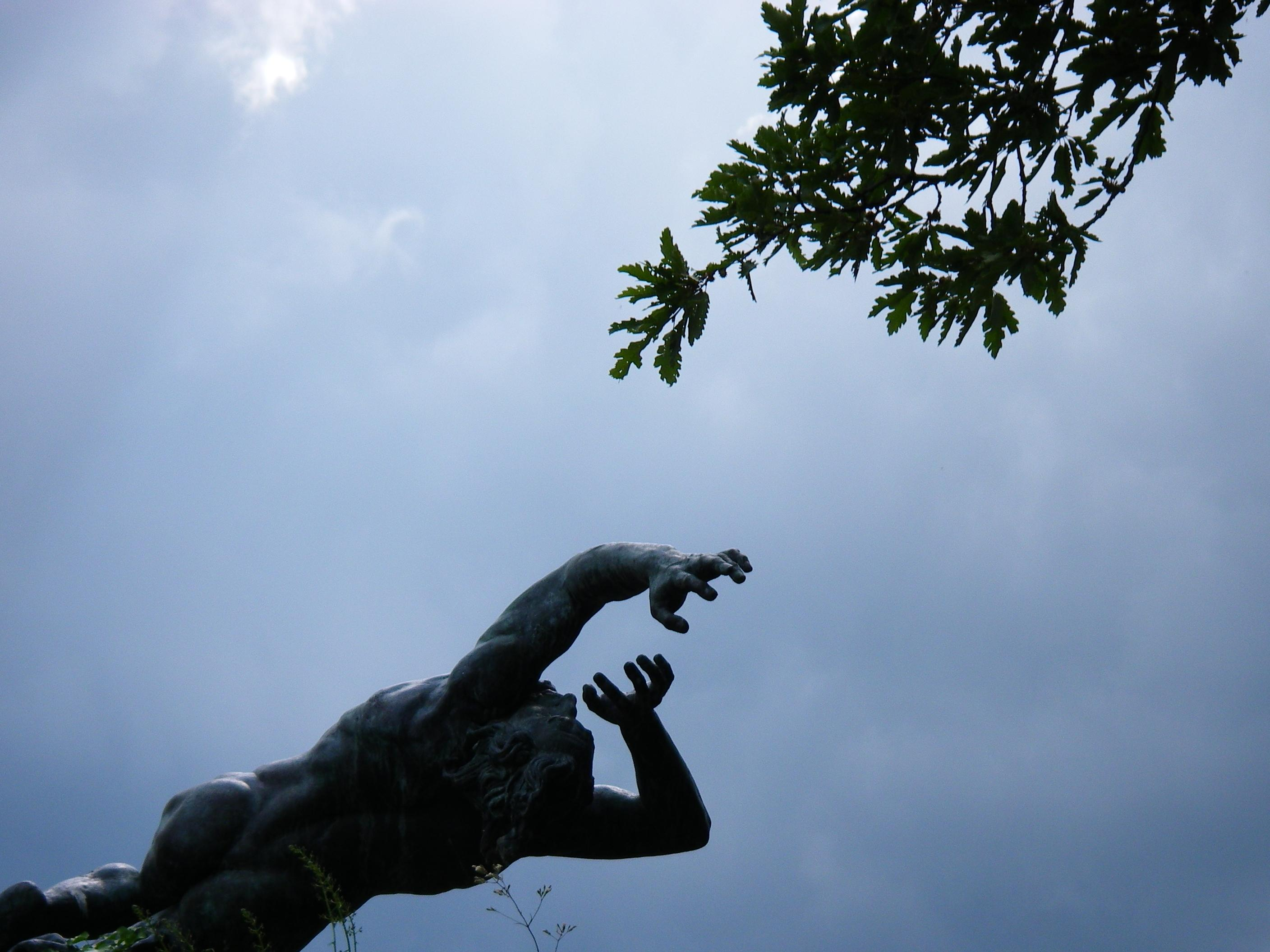
Marcello Tommasi, Saulo

Il museo custodisce numerose sculture di bronzo e legno di artisti della seconda metà del Novecento. La nascita di tale sezione di scultura risale al 1969, quando, in vista dei festeggiamenti per il V centenario della nascita di Michelangelo (1975), molti artisti fecero dono al museo delle proprie opere.
L'esposizione è allestita in parte nel Giardino delle Sculture, ed in parte nella Sala Principale degli ambienti della Corte Alta. Tra le sculture più rilevanti le opere di Giovanni De Martino. Tra gli autori si segnalano Emilio Greco, Pericle Fazzini, Jorge Gonzales Camarena, Ferruccio Ferrazzi, Marcello Tommasi, Cecco Bonanotte, Alfredo Battistini e molti altri.

## I calchi in gesso delle sculture di Michelangelo presenti nel museo
- Battaglia dei centauri (1491-1492)
- Cupido-Narciso (1497-1501)
- San Giovannino
- Angelo reggicandelabro (1494-1495)
- Bacco (1496-1497)
- Pietà Vaticana (1497-1499)
- Madonna col Bambino, Bruges (1499)
- Testa colossale del David (1501)
- Tondo Taddei (1502 circa) (2 copie)
- Tondo Pitti (1503)
- Schiavo ribelle (1513)
- Schiavo morente (1513)
- Cristo risorto (1518-1520)
- Testa di Lorenzo de' Medici duca di Urbino (1524-1531)
- David–Apollo (1525-1530 circa)
- Schiavo barbuto (1530-1534)
- Bruto (1538)
- Pietà Rondanini (1552-1564)

## Gli artisti presenti nel museo

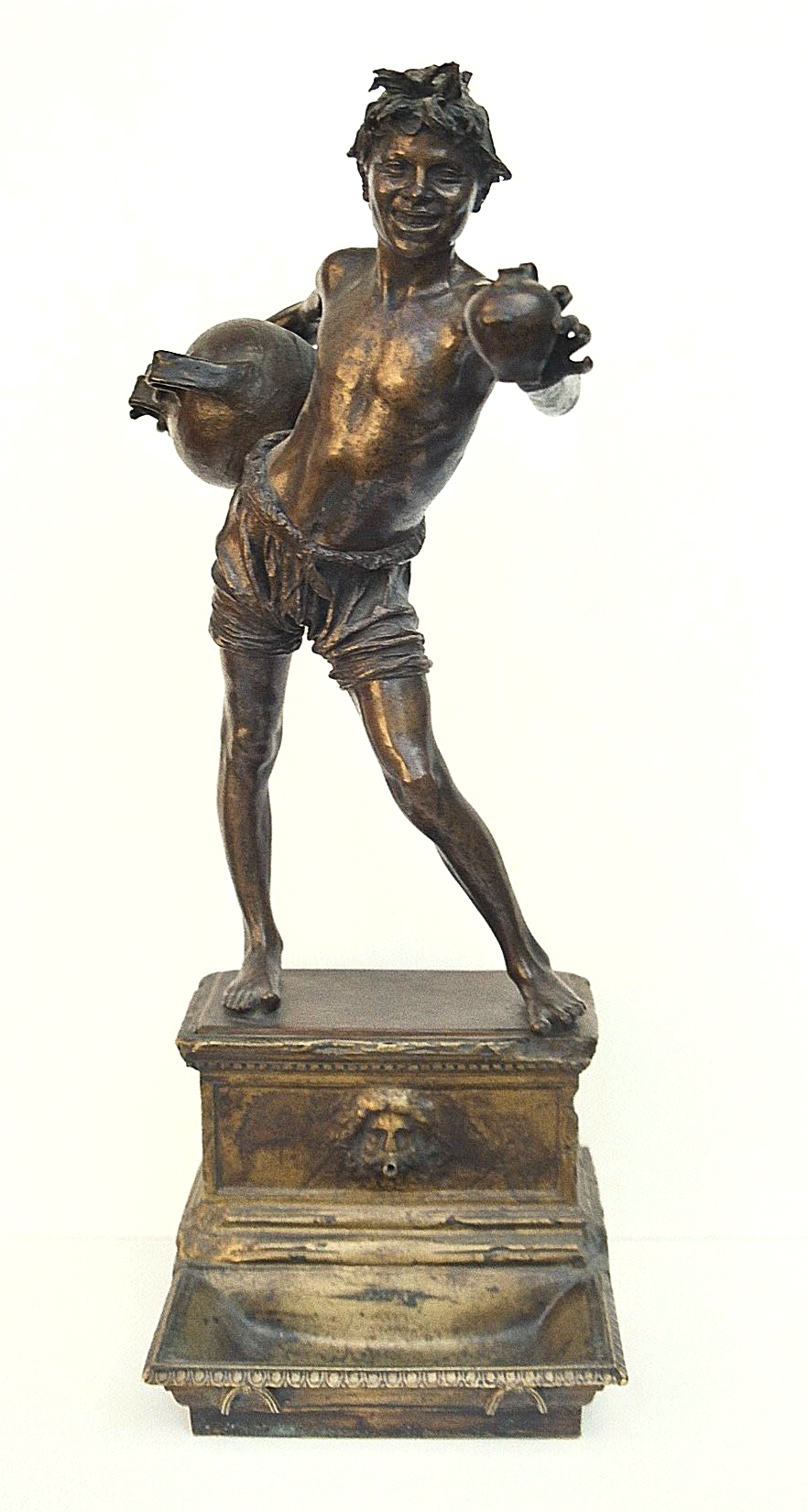
Vincenzo Gemito, L'Acquaiolo

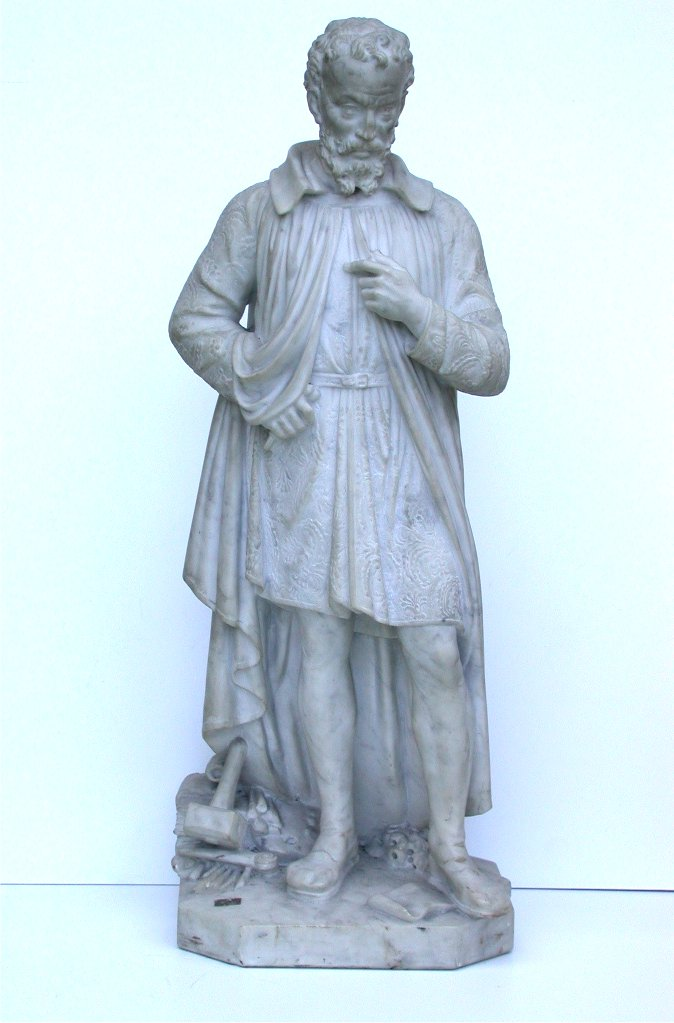
Emilio Santarelli, Michelangelo

- Giovanni Battista Amendola
- Giuliano Amidei (o Amadei)
- Tito Angelini
- Piergiorgio Balocchi
- Costantino Barbella
- Alfredo Battistini
- Ernesto Bazzaro
- Giovanni Maria Benzoni
- Raffaele Belliazzi
- Renato Bertelli
- Antonio Berti
- Alfredo Biagini
- Ernesto Biondi
- Cesare Biscarra
- Leonardo Bistolfi
- Umberto Boccioni
- Cecco Bonanotte
- Renato Brozzi
- Enrico Butti
- Jorge Gonzales Camarena
- Eduardo Cammilli
- Tommaso Campaiola
- Antonio Canova
- Amleto Cataldi
- Luigi Ceccon
- Adriano Cecioni
- Galileo Chini
- Nicola D'Antino
- Achille D'Orsi
- Giovanni De Martino
- Francesco De Matteis
- Salvatore De Simone
- Mauro Discovolo
- Alceo Dossena
- Giovanni Dupré
- Georg Ehrlich
- Pericle Fazzini
- Ettore Ferrari
- Ferruccio Ferrazzi
- Carlo Fontana
- Giuseppe Franzese
- Ernesto Galeffi (Chiò)
- Giulio Galgani
- Vincenzo Gemito
- Amedeo Gennarelli
- Ivo Giubbilei
- Giuseppe Grandi
- Giuseppe Graziosi
- Emilio Greco
- Bruno Innocenti
- Ken Johnson
- Carlo Lorenzetti
- Ermenegildo Luppi
- Luigi Maioli
- Pompeo Marchesi
- Quinto Martini
- Francesco Paolo Michetti
- Guglielmo Michieli
- Giulio Monteverde
- Mario Negri
- Giovanni Nicolini
- Raffaello Pagliaccetti
- Enrico Pancera
- Federico Papi
- Gaetano Parente
- Eugenio Pellini
- Bartolomeo Pinelli
- Giovanni Prini
- Enrico Quattrini
- Oreste Quattrini
- Giuseppe Renda
- Eleuterio Riccardi
- Giuseppe Romagnoli
- Raffaello Romanelli
- Ercole Rosa
- Stefano Roselli
- Medardo Rosso
- Edoardo Rubino
- Emilio Santarelli
- Silvio Sbricoli
- Enzo Scatragli
- Turillo Sindoni
- Alberto Sparapani
- Vittorio Tavernari
- Giovanni Battista Tedeschi
- Giovanni Tizzano
- Marcello Tommasi
- Romeo Attilio Torresini
- Francesco Maria Trombini
- Paolo Troubetzkoy
- Antonio Ugo
- Angiolo Vannetti
- Ferruccio Vecchi
- Michele Vedani
- Vincenzo Vela
- Josep Viladomat
- Iorio Vivarelli
- Greg Wyatt
- Ettore Ximenes
- Arnaldo Zocchi
- Cesare Zocchi

## Pubblicazioni del museo
- Enrico Guidoni, Michelangelo e la Natività, (Quaderni di Caprese Michelangelo 1), Roma 2003
- Gabriella Andreoli, Eleni Bousdra, La Rocca di Caprese Michelangelo: studio storico e progetto di restauro, (Quaderni di Caprese Michelangelo 2), Roma 2004
- Vincenzo Desiderio, I mulini di Caprese: macine per cereali e castagne nella valle del Singerna, (Quaderni di Caprese Michelangelo 3), Roma 2004
- Enrico Guidoni, Il luogo della nascita: Michelangelo ricorda Caprese, (Quaderni di Caprese Michelangelo 4), Roma 2005
- Vincenzo Desiderio, Claudia Ornaghi, Guida all'Archivio Storico di Caprese, (Quaderni di Caprese Michelangelo 5), Roma 2005
- Vincenzo Desiderio, Claudia Ornaghi, Caprese: gli abitanti, le case e il territorio nel Catasto Lorenese (1826), (Quaderni di Caprese Michelangelo 6), Roma 2006
- Enrico Guidoni, I tre Arcangeli: Leonardo, Michelangelo e Raffaello, (Quaderni di Caprese Michelangelo 7), Roma 2007
- Francesca Del Morino, Il Museo Michelangiolesco. Guida, (Quaderni di Caprese Michelangelo 8), Roma 2007.
- Mario Meazzini, Quand'el troppo n'c'era: condizioni di vita e alimentazione negli anni quaranta-cinquanta del secolo scorso, (Quaderni di Caprese Michelangelo/Ethnos 1), Roma 2008.
- Marco Proietti, Nel segno del David. I calchi in gesso del Museo Michelangiolesco, (Quaderni di Caprese Michelangelo 9), Roma 2009.
- Claudia Ornaghi, Roberta Tozzi, La Rocca di Caprese Michelanhelo II. La Casa Natale, Palazzo Clusini e i sotterranei: analisi e storia dei restauri, (Quaderni di Caprese Michelangelo 10), Roma 2009.
- Giuliana Ancidei, Paola Bruni, Silvia Cipolletta, Vincenzo Desiderio, Giuseppe Falzone, Sergio Ferdinandi, Lo Statuto di Caprese (1386), (Quaderni di Caprese Michelangelo 11), Roma 2009.
- Matteo Baragli, Religiosità e mondo rurale in Toscana: con documenti su Caprese Michelangelo, Pieve Santo Stefano e Sansepolcro agli inizi del '900, (Quaderni di Caprese Michelangelo/Ethnos 2), Roma 2010.
- Vincenzo Desiderio, Carlo Maccanti, Una giornata piena di sorprese. Alla scoperta del Museo Michelangiolesco di Caprese, (Quaderni di Caprese Michelangelo 12), Roma 2011.
- Adriana Moroni, (a cura di), Caprese prima di Michelangelo,(Quaderni di Caprese Michelangelo 12), Roma 2013.
- Silvia Cipriani, I Siti fortificati della Valtiberina toscana nel Medioevo. Comuni di Caprese Michelangelo e Pieve Santo Stefano, (Archeologia Arte Paesaggio, Comune di Caprese Michelangelo), Davide Ghaleb Editore, Pieve S. Stefano, 2016.